# Madžarščina
Madžárščina (madžarsko magyar nyelv) je ugrofinski jezik s 14,5 milijoni govorcev, ki ga govori 10 milijonov Madžarov na Madžarskem, preostanek pa na določenih delih Romunije, Slovaške, Ukrajine, Srbije, Hrvaške, Avstrije in Slovenije, kjer je bil pred I. svetovno vojno ogrski (madžarski) del Avstro-Ogrske. Madžari v šali zato pravijo, da je Madžarska edina država na svetu, ki meji sama nase. Madžarski jezik je najbolj soroden hantijskemu in mansijskemu, ki se govorita v Rusiji v zahodni Sibiriji in imata skupaj le okoli 15.000 govorcev.
Madžarščina je uradni jezik na Madžarskem, v Sloveniji pa ima poleg slovenščine status uradnega jezika na področjih ob slovensko-madžarski meji, kjer živi madžarska manjšina: v občinah Hodoš, Šalovci, Moravske Toplice, Dobrovnik in Lendava.

## Zgodovina
Pleme Madžarov se je pod poveljstvom princa Árpáda iz Urala na področje današnje Panonske nižine preselilo v 9. stoletju. Čeprav so Madžari svoj jezik zapisovali z runami podobnimi znamenji že v 10. stoletju, se je v tej obliki ohranilo le nekaj zapisov osebnih in krajevnih imen, saj se je zapisovalo na neobstojne lesene palice. Prvi madžarski jezikovni spomenik (seveda verske narave) Halotti beszéd és könyörgés je nastal okoli leta 1195 in obsega 32 vrstic latiničnega besedila pridige in molitve na pogrebu. Okoli sto let pozneje je nastal drug pomemben spomenik, Ómagyar Mária-siralom, v katerem se v 12 kiticah opisuje Marijino objokovanje ob videnju sinove smrti. Prvi prevodi (husitske) biblije so obstojali že v 1430. letih, medtem ko je prva natisnjena knjiga v madžarščini A Szent Pál levelei magyar nyelven ugledala luč v Krakovu 1533. Leta 1590 je izhajala ti. Vizsolyska Biblija, prvi prevod Svetega pisma v madžarščini (avtor je srbskega rodu Gáspár Radicsics Károlyi), ki je bila prvi bistveni temelj madžarskega knjižnega jezika. leta. V 18. stoletju se je z jezikovnimi reformami (nyelvújitás) madžarščina dvignila na raven znanosti in literature pišočega jezika. V ta namen je bilo na novo skovanih veliko izumrlih besed, nekatere besede so se krajšale ali v knjižni jezik prevzemale iz narečij. Tako prenovljena madžarščina se je leta 1844 dvignila na raven uradnega jezika (prej latinščina), v njej so začela nastajati mojstrska literarna dela, kjer je treba omeniti vsaj dva vélika pesnika, to sta Petőfi Sándor in Arany János. Leta 1920 je bila med silami Antante in Madžarske podpisana Trianonska mirovna pogodba, po kateri je slednji ostala le še tretjina nekdanjega ozemlja, preostalo ozemlje (s številnimi madžarskimi govorci) pa se je razdelilo med tedanje Češkoslovaško, Avstrijo, Romunijo in Kraljevino SHS (ki se ji je priključilo tudi Prekmurje). Madžarščina ima 9 narečij, ki so medsebojno razumljiva.

## Fonologija
Madžarščina ima 39 fonemov, od tega 14 samoglasniških in 25 soglasniških. Za razliko od slovenščine je pri samoglasniških fonemih razločevalna tudi dolžina, se pravi obstajajo samoglasniški pari kratki–dolgi. Para /e/, /é/ in /a/, /á/, se ne razlikujeta samo v dolžini, temveč tudi v odprtostni stopnji: nyelv [Ɛ], kép [eː] in tanár [ɒ], ház [aː]. Madžarski kratki a v tanár 'učitelj' se izgovarja podobno kot slovenski kratki oz. nenaglašeni o, za primerjavo naj bo prevzeto grško ime Thōmas, ki smo ga Slovenci prevzeli kot Tomaž, Madžari pa Tamás. 
V slovenščini poleg omenjenega fonološkega razlikovanja v dolžini ne poznamo še zaokroženih glasov /ü, ű/ = [y, yː] in /ö,ő/ = [ø, øː].
Za madžarščino (kot tudi turščino in finščino) je značilen pojav t. i. samoglasniške ubranosti oz. harmonije (magánhangzók), kjer so vsi vokali v besedi bodisi prednji (e [ɛ], é [eː], i [i], í [iː], ö [ø], ő [øː], ü [y], ű [yː]) bodisi zadnji (a [ɒ], á [aː], o [o], ó [oː], u [u], ú [uː]). Zaradi tega ima velika večina madžarskih besed ali samo prednje (épitészet 'arhitektura') ali samo zadnje vokale (harapófogó 'klešče'), znotraj prednjih pa še samo zaokrožene vokale (gyönyör 'užitek, navdušenje'). Obstajajo tudi nekatere izjeme (npr. derekas 'možat'), ki pa so povečini prevzete besede (telefon) ali zloženke (pénz-tárca 'denarnica'). Ijevski glasovi so nevtralni, zato se /i, iː/ lahko pojavljata zraven obeh vrst samoglasnikov (virág 'cvet', piros 'rdeč'), /e, eː/ pa se lahko pridružujeta tudi zadnjim vokalom. Pojav postane najbolj očiten pri dodajanju pripon, ko imamo zaradi narave vokalov v osnovi lahko kar dve ali tri različne vrste pripon (npr. -en, -ön, -on; házon 'na hiši', kézen 'na roki', könyvön 'na knjigi'). Če se pripona doda na osnovo, sestavljeno iz obeh vrst vokalov (torej redke besede, tujke, zloženke), obvelja pripona iz zadnjih vokalov (békával 'z žabo'). Nekatere pripone imajo le eno obliko in vokalne harmonije ne upoštevajo, npr -kor: hatkor 'ob šestih', hétkor 'ob sedmih'.
Soglasniške foneme, ki opazno odstopajo od slovenskih, najdemo v besedah kot so: edző [Ɛd͡zøː] 'trener', tyúk [c͡çuːk] 'kokoš', gyár [ɟ͡ʝaːr] 'tovarna'. Prvi glas sicer najdemo tudi v slovenščini, a ne kot samostojni fonem, temveč kot alofon, npr. v priimku Kocbek. Druga dva glasova sta po trajanju šuma nekje med zlitniki in zaporniki (stvar jezikoslovne debate), zato tudi dvojni zapis [c/c͡ç], [ɟ/ɟ͡ʝ]. Sičnik /s/ zapisujejo z digrafemom sz, šumnika /ʃ/, /ʒ/ pa s s in zs. Vsi soglasniki se lahko izgovarjajo daljše in zato zapisujejo dvojno; npr. pillangó 'metulj', pri digrafemih se podvoji le prva črka; npr. asszony 'gospa. Prilikovanje po zvenečnosti je povsem podobno slovenskemu; npr. népdal [neːbdal] 'ljudska pesem', zsepkendő [ʒƐpkendøː] 'robček'.
|            | ustničnoustnični | zobnoustnični | zobno-dlesnični | zadlesnični | trdonebniki | mehkonebniki | grlni |
| ---------- | ---------------- | ------------- | --------------- | ----------- | ----------- | ------------ | ----- |
| nosniki    | m                |               | n               |             | ɲ           |              |       |
| zaporniki  | p b              |               | t d             |             |             | k ɡ          |       |
| zlitniki   |                  |               | t͡s d͡z           | t͡ʃ d͡ʒ       | c͡ç ɟ͡ʝ       |              |       |
| priporniki |                  | f v           | s z             | ʃ ʒ         |             |              | h     |
| jezičnik   |                  |               | r               |             |             |              |       |
| drsnik     |                  |               |                 |             | j           |              |       |
| lateral    |                  |               | l               |             |             |              |       |

Kot v večini ugrofinskih jezikov je tudi v madžarščini naglas vedno na prvem zlogu besede.

## Madžarska abeceda
| Velika črka | Mala črka | Izgovorjava                          | MFA |
| ----------- | --------- | ------------------------------------ | --- |
| A           | a         | kratki zadnji a, nikoli kot široki o | ɑ   |
| Á           | á         | dolgi a                              | aː  |
| B           | b         | b                                    | b   |
| C           | c         | c                                    | ʦ   |
| CS ali Cs   | cs        | č                                    | ʧ   |
| D           | d         | d                                    | d   |
| DZ ali Dz   | dz        | dz                                   | ʣ   |
| DZS ali Dzs | dzs       | dž                                   | ʤ   |
| E           | e         | kratki široki e                      | ɛ   |
| É           | é         | dolgi ozki e                         | eː  |
| F           | f         | f                                    | f   |
| G           | g         | g                                    | g   |
| GY ali Gy   | gy        | podobno kot đ, za stopnjo mehkejši   | ɟ   |
| H           | h         | h                                    | h   |
| I           | i         | kratki i                             | i   |
| Í           | í         | dolgi i                              | iː  |
| J           | j         | j                                    | j   |
| K           | k         | k                                    | k   |
| L           | l         | l                                    | l   |
| LY ali Ly   | ly        | j                                    | j   |
| M           | m         | m                                    | m   |
| N           | n         | n                                    | n   |
| NY ali Ny   | ny        | podobno kot nj, za stopnjo mehkejši  | ɲ   |
| O           | o         | kratki ozki o                        | o   |
| Ó           | ó         | dolgi ozki o                         | oː  |
| Ö           | ö         | enako kot ö v nemščini               | ø   |
| Ő           | ő         | dolgi ö                              | øː  |
| P           | p         | p                                    | p   |
| R           | r         | r                                    | r   |
| S           | s         | š                                    | ʃ   |
| SZ ali Sz   | sz        | s                                    | s   |
| T           | t         | t                                    | t   |
| TY ali Ty   | ty        | podobno kot ć, za stopnjo mehkejši   | c   |
| U           | u         | kratki u                             | u   |
| Ú           | ú         | dolgi u                              | uː  |
| Ü           | ü         | enako kot ü v nemščini               | y   |
| Ű           | ű         | dolgi ü                              | yː  |
| V           | v         | v                                    | v   |
| Z           | z         | z                                    | z   |
| ZS ali Zs   | zs        | ž                                    | ʒ   |

Ker je fonemov več kot črk, so nad nekaterimi samoglasniki dodani »ostrivci« (pri tem je pomembna njihova dosledna raba, saj beseda z ali brez ostrivca lahko pomeni nekaj popolnoma drugega; hát tako pomeni »hrbet«, medtem ko hat pomeni »šest«), nekatere foneme pa se zapiše s kombinacijo več latiničnih črk, ki se v madžarščini obravnavajo kot ena črka (ne le v križankah ipd., ampak tudi v abecednih seznamih, slovarjih ipd.). 
V abecednih seznamih ima vsaka črka svoje poglavje, npr. beseda cukor (»sladkor«) se pojavi v poglavju C pred csak (»samo«), ki je v poglavju Cs. Kadar v besedi trčita skupaj dva enaka fonema, zapisana z dvema ali tremi črkami, nastopijo pravila krajšanja in sicer:
- cs + cs = ccs
- dz + dz = ddz
- dzs + dzs = ddzs, npr. b-r-i-dzs-dzs-e-l → briddzsel (»z bridžem«)
- gy + gy = ggy
- ly + ly = lly
- ny + ny = nny
- sz + sz = ssz, npr. a-sz-sz-o-ny → asszony (»ženska«)
- ty + ty = tty, npr. h-a-ty-ty-u → hattyu (»labod«)
- zs + zs = zzs

Pravila veljajo samo v pisavi, izgovarjamo še vedno dvojni soglasnik.
Pravila krajšanja ne veljajo tudi, če se beseda deli na koncu vrstice. Tako se npr. beseda asszony deli kot asz-szony. To pravilo velja tudi pri razvrščanju po abecedi.
Dolgi vokali (Á, É, Í, Ó, Ő, Ú in Ű) so v abecednih seznamih in slovarjih izjema, saj nimajo svojega poglavja; razvrščeni so, kot da ne bi bili dolgi, in sicer skupaj s kratkimi vokali (A, E, I, O, Ö, U in Ü).
Vsa ta pravila zelo otežujejo abecedno razvrščanje madžarskih besed (natančno moramo poznati zgradbo besede, saj bi lahko npr. v besedi asszony šlo za čisto slučajni stik glasov s in sz), kar je povzročilo nemalo težav v razvijanju računalniške opreme. V ta namen so razvili program Hunspell.
Ena od značilnosti madžarščine je tudi, da se priimki dosledno zapisujejo pred imenom (kar je sicer običaj pri številnih vzhodnih narodih), pri datumih pa se najprej napiše leto, potem mesec in nazadnje dan.

## Morfologija
Po morfološki tipologiji je madžarščina aglutinacijski jezik, kar pomeni, da je v nasprotju z izolativnimi (ena beseda = en morfem) in inflektivnimi jeziki (ena beseda = en ali več morfemov z družljivostnimi omejitvami) ena beseda lahko sestavljena iz velikega števila morfemov, ki imajo med seboj malo družljivostnih omejitev. Zato se okoli korenskega morfema lahko nabere velik skupek pripon, predpon, medpon in končnic, iz česar lahko zrastejo izjemno dolge besede, npr. megszentségteleníthetetlenségeskedéseitekért.

#### Samostalnik
Slovničnega spola madžarščina ne pozna, pri samostalnikih za osebe ženskega spola pa se moški osnovi doda -nő, npr. tanárnő 'učiteljica',  titkárnő 'tajnica'.
Nedoločni člen je egy, določni pa a/az, slednja varianta za samostalnike, ki se začnejo na samoglasnik (az ember '(ta) človek'). Določni člen skupaj s sklonskimi končnicami tvori eno besedo (*az ban a házban > abban a házban 'v tisti hiši'). 
Zaradi lahkega dodajanja končnic ima madžarščina tudi do 18 sklonov. Rodilnika ne pozna, njegovo funkcijo opravlja dajalnik. Množina se pri samostalnikih tvori z dodajanjem končnice -k (az almák 'jabolka'). V množini se končnice sklonov dodajajo za množinsko končnico -k (diákokat tož. mn. 'učence'). Svojina se prav tako izraža z dodajanjem končnice na samostalnik (ablakom 'moje okno', pri množini vskoči še -i-: ablakaim 'moja okna', ablakaink 'naša okna'). Samostojno se svojina izraža v stavku z (ne)zanikanim glagolom biti: könyvem van 'imam knjigo', könyvem nincs 'nimam knjige'.
| imenovalnik  | tožilnik | dajalnik | ilativ  | orodnik         | ... |
| a bor 'vino' | a bort   | a bornak | a borba | a borral (-val) | ... |

| ednina 1. os. | 2. os.  | 3. os. | množina 1. os. | 2. os.    | 3. os.  |
| ablakom       | ablakod | ablaka | ablakunk       | ablakotok | ablakuk |

#### Pridevnik
Pridevniki stojijo pred samostalnikom (a piros alma 'rdeče jabolko') in se tristopenjsko stopnjujejo (piros, pirosabb, legpirosabb). Ko se samostalnik pregiba zaradi sklona ali množine, pridevnik ostane nespremenjen (a piros almák 'rdeča jabolka'), razen ko je samostalnik rabljen kot osebek stavka (pridevnik pa kot predikat) – takrat se pregibata oba (az almák pirosak 'Jabolka so rdeča.'). Pridevnik se sklanja samo takrat, ko se pojavi samostojno (Melyik almát kéred? A pirosat. 'Katero jabolko želiš? Rdeče.').

#### Glagol
Glagoli imajo zelo razvita pregibala: vsak glagol ima tri osebe, dve števili (ednina, množina), tri naklone (povedni, velelni in pogojni) in dva časa (preteklik, sedanjik – tudi za izražanje prihodnosti). Poleg tega ima vsak glagol še določno in nedoločno sklanjatev. Določna se uporablja pri prehodnih glagolih z določnim predmetom (Káti látja az almát. 'Káti vidi jabolko (o katerem smo govorili že prej).'), nedoločna pa pri neprehodnih glagolih (Káti lát. 'Káti vidi.') in prehodnih glagolih z nedoločnim predmetom (Káti lát egy almát. 'Káti vidi (eno) jabolko'). Osnova, na katero se pripenjajo končnice, je vedno tretja oseba ednine.
| spregatev glagola ad 'dati' | sedanjik nedoločno | določno | preteklik nedoločno | določno |
| --------------------------- | ------------------ | ------- | ------------------- | ------- |
| ednina 1. os.               | adok               | adom    | adtam               | adtam   |
| 2. os.                      | adsz               | adod    | adtál               | adtad   |
| 3. os.                      | ad                 | adja    | adott               | adta    |
| množina 1. os.              | adunk              | adjuk   | adtunk              | adtuk   |
| 2. os.                      | adtok              | adjátok | adtatok             | adtátok |
| 3. os.                      | adnak              | adják   | adtak               | adták   |

Najbolj pogoste glagolske predpone, ki označujejo krajevno usmerjenost dejanja, so be- '(v)', ki- '(iz)', le- '(dol)', fel- '(gor)', át- '(preko)', vissza- '(nazaj)'. Predpone, kot sta npr. meg- in el-, označujejo dovršnost dejanja (olvas/elolvas 'brati/prebrati'). Podobno kot v nemščini se pripone ločijo in pomaknejo za osnovo v vprašalnih in zanikanih stavkih ali če je katerikoli člen stavka poudarjen ali v velelniku:                  
Leírja. '(On) si zapisuje.' 
Írja le? 'Si zapisuje.' 
Nem írja le. 'Ne zapisuje si.' 
Ő írja le.   'On si zapisuje (in nihče drug).'
Írja le!  'Zapisuj si!' 
Prihodnjik se izraža s sedanjikom (Láci pénteken moziba megy. 'Láci gre/(bo šel) v petek v kino.') ali pa s pomožno besedico fog + nedoločnikom na -ni (Láci moziba fog menni.).
Velelnik je možen v vseh osebah in se tvori z medpono -j- in sedanjiško končnico (samo druga in tretja oseba ednine imata posebni končnici: -0/(-ál) in -on: Üljön le! 'Usedite se!'.  Zaradi medpone -j- nastajajo številna prilikovanja: npr. fut + -j- + -0 > fuss 'teci'.
Pogojnik se tvori z medpono -n- in sedanjiško končnico (samo druga in tretja oseba ednine imata posebni končnici: -l in -0): adnám '(jaz) bi dal'.
Modalnim glagolom kell 'morati', lehet 'moči', akar 'hoteti', tud 'znati', szeret 'rad' (kell se ne sprega) se doda nedoločnik na -ni: Várni kell. 'Počakati morate.'. Za glagol moči se bolj uporablja medpona -hat-, npr. mutathatunk  'lahko pokažete', pihenhetek  'lahko počivam'.
Glagoli se zanikajo z besedico nem, razen v velelniku z ne: nem megy 'ne gre', ne menjen 'ne pojdite/ostanite'.

#### Predlog
Predlogi so izraženi z mestniškimi končnicami na samostalniku (az asztalon 'na mizi' ), mellett 'zraven', fölött 'nad', allat 'pod', között 'med' pa so postpozicije (az asztal allat 'pod mizo'). Predlogi skupaj s svojilnimi končnicami tvorijo tudi navezne oblike za vse osebe in števila (npr. 1. os. ed. bennem 'v meni', allatam 'pod mano').

#### Zaimek
Osebnih zaimkov je zaradi velikega števila sklonov mnogo.
| osebni zaimki  | imenovalnik | tožilnik | dajalnik | ... |
| ednina 1. os.  | én 'jaz'    | engem    | nekem    | ... |
| 2. os.         | te 'ti'     | téged    | neked    | ... |
| 3. os.         | ő 'on/ona'  | őt       | neki     | ... |
| množina 1. os. | mi 'mi'     | minket   | nekünk   | ... |
| 2. os.         | ti 'vi'     | titeket  | nektek   | ... |
| 3. os.         | ők 'oni'    | őket     | nekik    | ... |

Svojilne zaimke, kot sta v slovenščini moj, naš, pozna tudi madžarščina; ed. enyém, tied, övé, mn. mienk, tietek, ővék: Ez a könyv az enyém. 'Ta knjiga je moja.'.  Svojina se lahko izraža tudi z dajalnikom, (ne)zanikanim glagolom biti in končnico za svojino: Nekem van autóm. 'Imam avto.', Neked nincs autód. 'Nimaš avta.'.
Kazalna zaimka sta ez 'ta' in az 'tisti', mn. ezek, azok, ki se prav tako sklanjata: ennek az iskólanak a tanulói 'učenci te šole', abban a házban él 'v tisti hiši živi'.
Najbolj osnovna vprašalna zaimka sta ki 'kdo?' in mi 'kaj?', ostali so miért 'zakaj?', milyen 'kakšen?', melyik 'kateri?', hol 'kje?', hova 'kam?', honnan 'od kod?', hány 'koliko (števila)?', mennyi 'koliko (količina)?'. 
Oziralni zaimki, ki vpeljujejo podredne stavke, so aki 'kdor/ki', ami 'kar/ki', amelyik 'kakršen/ki', npr. az ember, aki beszél 'človek, ki govori'. 
Nikalni zaimki se tvorijo s predponami se-, sen-, sem-. Tako kot slovenščina ima tudi madžarščina t. i. dvojno zanikanje Nincs semmim. 'Ničesar nimam.', Nem dolgoznak sehol sem.  'Nikjer nihče ničesar ne dela.'.
Najbolj pogosta podredna veznika sta hogy 'da' in hanem 'ampak/toda', priredna pa és 'in' in pedig 'pa'.

## Skladnja
Nekateri jezikoslovci pravijo, da je tipološko madžarščina SVO jezik (s stavčno razporeditvijo osebek–glagol–predmet), drugi trdijo, da ima več značilnosti SOV jezika (osebek–predmet–glagol), kot so postpozicije, prilastek pred samostalnikom itd.  Tako lahko najdemo obe stavi: (S)Láci (V)lát (O)egy almát. 'Láci vidi jabolko.': (S)Láci (O)kenyeret (V)szel. 'Láci reže kruh.' Madžarščina ima torej prost besedni red – odvisen je od izbranega fokusa oz. od tega, kar se želi poudariti: Láci lát egy almát. 'Láci (in nihče drug) vidi jabolko.' Láci egy almát lát. 'Láci vidi jabolko (in ničesar drugega).' 
V nasprotju z jeziki z obvezno izraženim osebkom, npr. ang. I work., je (kot v slovenščini) osebek lahko neizražen oz. razpoznaven iz glagola: Dolgozom. 'Delam.'.